# Puntís d'Inard
Puntís d'Inard (francès Pointis-Inard) és un municipi del departament francès de l'Alta Garona, a la regió d'Occitània.